# Хилтоп Лејкс (Тексас)
Хилтоп Лејкс (енгл. Hilltop Lakes) насељено је место без административног статуса у америчкој савезној држави Тексас.

## Демографија
По попису из 2010. године број становника је 1.101.
| Група             | 2000.    | 2010.         |
| Белци             | 0 (0,0%) | 1.058 (96,1%) |
| Афроамериканци    | 0 (0,0%) | 8 (0,7%)      |
| Азијати           | 0 (0,0%) | 5 (0,5%)      |
| Хиспаноамериканци | 0 (0,0%) | 14 (1,3%)     |
| Укупно            | 0        | 1.101         |